# Równoważność (teoria miary)
Równoważność – pojęcie oddające ideę „bycia takimi samymi” dwóch miar.

## Definicja formalna
Niech {\displaystyle (X,{\mathfrak {M}})} będzie przestrzenią mierzalną, zaś {\displaystyle \mu ,\nu \colon {\mathfrak {M}}\to \mathbb {R} } będą dwiema miarami ze znakiem. Miara {\displaystyle \mu } jest równoważna mierze {\displaystyle \nu } wtedy i tylko wtedy, gdy jedna jest bezwzględnie ciągła względem drugiej; symbolicznie:
{\displaystyle \mu \sim \nu \iff \mu \ll \nu \ll \mu .}
Równoważność miar jest relacją równoważności na zbiorze wszystkich miar {\displaystyle {\mathfrak {M}}\to \mathbb {R} .}

## Przykłady
Na prostej rzeczywistej miara Gaussa i miara Lebesgue'a są równoważne, lecz nie są one równoważne z miarą Diraca.